# Wilhelm Hoegner

Wilhelm Hoegner, 1930

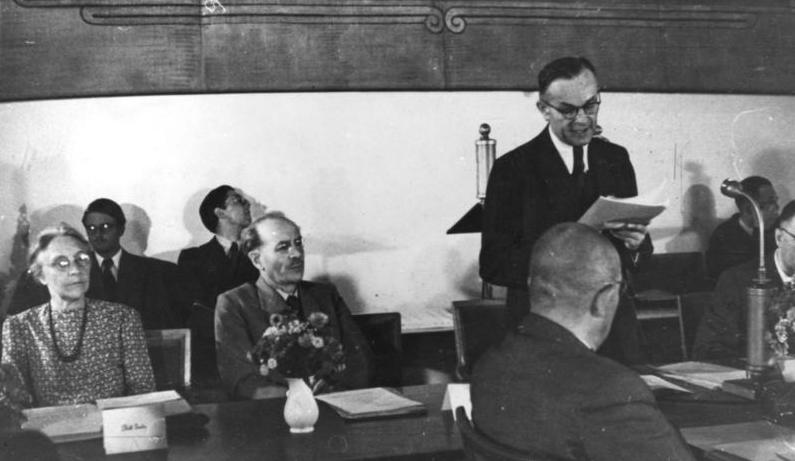
Hoegner (2. v. l.) im Juni 1947 auf der Münchener Ministerpräsidentenkonferenz

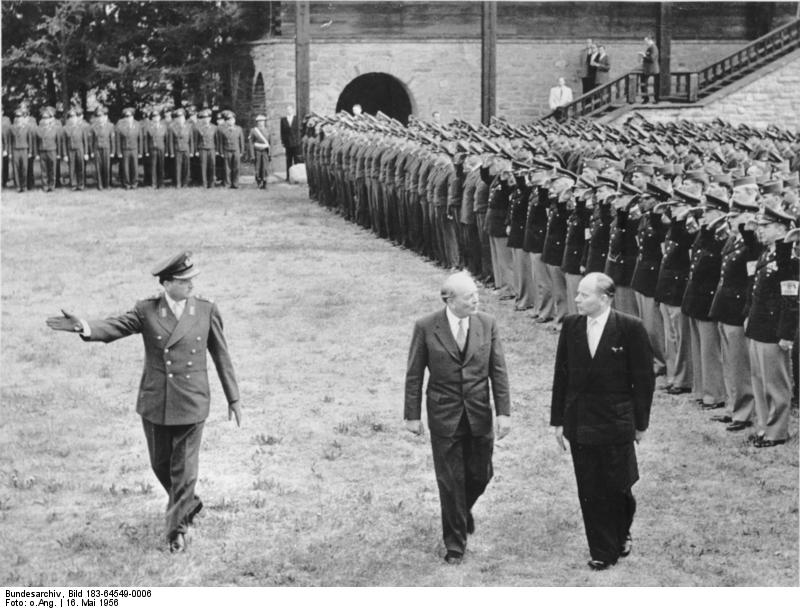
Hoegner und Theodor Blank beim Besuch eines Offizierslehrgangs am 15. Mai 1956

Wilhelm Johann Harald Hoegner (* 23. September 1887 in München; † 5. März 1980 ebenda) war ein deutscher Jurist, Richter, Hochschullehrer und Politiker (SPD). Von 1945 bis 1946 und 1954 bis 1957 war er Bayerischer Ministerpräsident und ist dabei bis heute der einzige Ministerpräsident Bayerns nach dem Zweiten Weltkrieg, der nicht der CSU angehörte. Während seines Schweizer Exils erarbeitete er einen Verfassungsentwurf, der wesentlich in die heutige Verfassung des Freistaates Bayern eingegangen ist und gilt darum als „Vater der bayerischen Verfassung“.

## Frühe Jahre
Wilhelm Hoegner war das siebte von 13 Kindern des aus Gräfensteinberg bei Gunzenhausen stammenden Eisenbahnbeamten Michael Georg Hoegner und seiner Frau Therese, geborene Engelhardt. Nach Stationen in München und Aufkirchen bei Erding ließ sich die Familie schließlich in Perach bei Altötting nieder. Ab 1898 besuchte Hoegner das humanistische Gymnasium in Burghausen. Von 1901 bis 1907 besuchte er das Münchner Ludwigsgymnasium. Von 1907 bis 1911 studierte er Rechtswissenschaften in Berlin, München und Erlangen. 1911 wurde er mit der Arbeit Die bedingte Strafaussetzung nach dem Vorentwurf (verglichen mit der bedingten Begnadigung) zum Dr. jur. promoviert. 1914 meldete er sich im Ersten Weltkrieg als Kriegsfreiwilliger, wurde jedoch aus gesundheitlichen Gründen abgewiesen.
Er war katholisch getauft, trat aber 1918 aus der Kirche aus. Am 3. Oktober 1918 heiratete er die Bankangestellte Anna Woock (geboren am 25. Oktober 1892 in München). Aus der Ehe gingen zwei Kinder hervor. 1917 bis 1918 arbeitete er als Assessor und vom 15. Mai 1918 bis zum 1. Februar 1920 als Rechtsanwalt in München, nachdem er am 14. Mai seine Zulassung als Rechtsanwalt erhalten hatte. Vom 2. Februar 1920 bis zum 29. Februar 1920 war er als geprüfter Rechtspraktikant und danach bis zum 20. April 1920 als ständiger juristischer Hilfsarbeiter bei der Staatsanwaltschaft München I tätig. Am 1. Mai 1920 wurde er dort zum III. Staatsanwalt ernannt, was er bis zum 30. November 1925 blieb. Vom 1. Dezember 1925 bis zum 31. März 1929 war er am Amtsgericht München als Amtsrichter tätig. Bereits 1920/21 und 1923 hatte er sich erfolglos um eine Stelle als Amtsrichter beworben.
Am 1. März 1929 kehrte er als II. Staatsanwalt zur Staatsanwaltschaft München I zurück, was er bis zum 31. Dezember 1932 blieb. Am 1. Januar 1933 wurde er zum Landgerichtsrat beim Landgericht München I ernannt. Am 1. Mai 1933 wurde er wegen seiner politischen Tätigkeit für die SPD auf der Grundlage des § 4 des NS-Gesetzes zur „Wiederherstellung des Berufsbeamtentums“ aus dem bayerischen Staatsdienst entlassen.
Der SPD war Hoegner 1919 beigetreten. 1924 bis 1930 war er Mitglied des Landtags und 1930 bis 1933 Mitglied des Reichstages. Hoegner gehörte während der Weimarer Republik der Republikschutzorganisation Reichsbanner Schwarz-Rot-Gold an. Im Bayerischen Landtag war Hoegner Mitberichterstatter im Untersuchungsausschuss zum Hitler-Ludendorff-Putsch.

## Exil und Rückkehr
Nach seiner Entlassung aus dem bayerischen Staatsdienst am 1. Mai 1933 konnte Hoegner mit Hilfe von Sylvia Elvira Klar am 11. Juli 1933 nach Tirol fliehen, wo er sich als Sekretär bei der Sozialdemokratischen Arbeiterpartei Österreichs in Innsbruck betätigte. Im Februar 1934 zu Beginn des Österreichischen Bürgerkriegs ging Wilhelm Hoegner ins Exil in die Schweiz.
Nach der Flucht war ihm jede politische, juristische oder journalistische Tätigkeit untersagt. So blieb ihm nur die Literatur als Mittel der Auseinandersetzung mit dem Dritten Reich. Unter dem Pseudonym „Urs Liechti“ publizierte er 1936 in Zürich den Roman Wodans Wiederkunft. Lustiger Reisebericht aus einer traurigen Zeit, der grimmig-satirisch mit Hitler-Deutschland abrechnete. Ein Ich-Erzähler berichtet von haarsträubenden Erlebnissen: Er wird Zeuge eines Volksgerichtsverfahrens gegen Karl den Großen, muss sich wegen Führerbeleidigung verantworten, weil er mit seinem Wagen durch den Staub fuhr, über den kurz zuvor Adolf Hitler geschritten war, und erlebt eine Walpurgisnacht mit Julius Streicher auf dem fränkischen Hesselberg. Der Roman blieb das einzige Werk, das Hoegner unter diesem Pseudonym veröffentlichte. Er nutzte weitere Pseudonyme wie Garibaldi Ritter, Hans Ritter oder Bertschi.
1939/40 entwarf er zusammen mit Hans Nawiasky, Otto Braun und Joseph Wirth eine Reichsverfassung, zwischen 1943 und Frühjahr 1945 schrieb er einen Vorschlag für die Neugliederung Deutschlands, außerdem formulierte er Gesetzestexte für die Errichtung eines bayerischen Staates im Rahmen eines föderalistischen Systems.
Anfang Juni 1945 kehrte er nach Deutschland zurück und leitete im Auftrag des bayerischen Ministerpräsidenten Fritz Schäffer den Wiederaufbau der Justizverwaltung. Im September wurde er Senatspräsident des Oberlandesgerichts München, übte dieses Amt jedoch nur sehr kurz aus.

## Politische Karriere

### Erste Regierung Hoegner
Am 28. September 1945 ernannte die amerikanische Besatzungsbehörde Hoegner als Nachfolger Fritz Schäffers zum bayerischen Ministerpräsidenten. Am 18. Oktober übernahm er zusätzlich das Amt des Justizministers und wurde Mitglied im Länderrat des amerikanischen Besatzungsgebietes.
Am 13. Mai 1946 wurde Hoegner zum Vorsitzenden der bayerischen SPD gewählt. Am 16. Oktober 1946 war er als einer von zwei deutschen Vertretern bei der Hinrichtung der zum Tode verurteilten Angeklagten der Nürnberger Prozesse anwesend.

### Bayerische Verfassung
Die Besatzungsbehörde beauftragte Hoegner, die Bayerische Verfassung vorzubereiten. Von März bis Juni 1946 war er Mitglied des Beratenden Landesausschusses, von Juni bis November Mitglied der Verfassunggebenden Landesversammlung und von deren Verfassungsausschuss. Auf ihn gehen besonders die Institutionalisierung von Volksbegehren und Volksentscheid, die Gleichstellung von Bekenntnisschule und Gemeinschaftsschule sowie die starke Verankerung der gemeindlichen Selbstverwaltung zurück. Auf ihn geht auch der Schwammerlparagraph Artikel 141 zurück, in dem ein freier Zugang zur Natur garantiert wird. Hoegner gilt damit als Vater der Verfassung des Freistaates Bayern.

### Bayerischer Justizminister
Bei den ersten Landtagswahlen am 1. Dezember 1946 siegte die CSU und Hans Ehard bildete ein Kabinett aus CSU, SPD und WAV. Hoegner blieb im Kabinett Ehard I Justizminister und wurde stellvertretender Ministerpräsident. 1946 wurde er Honorarprofessor für Verfassungsrecht an der Juristischen Fakultät der Ludwig-Maximilians-Universität München.
Die SPD-Landtagsfraktion kündigte 1947 die Koalition mit der CSU auf. Hoegner wandte sich gegen diese Entscheidung und trat als Minister und Parteivorsitzender zurück. Hoegner war als Delegierter des Bayerischen Landtags Mitglied der ersten Bundesversammlung, die 1949 Theodor Heuss zum ersten deutschen Bundespräsidenten wählte. Hoegner war auch Mitglied der Bundesversammlung von 1959 und 1969.

### Außerhalb der Regierung
Wegen seiner Haltung in der Koalitionsfrage und weil er in der Frage der Zustimmung zum Grundgesetz eine von der Parteilinie abweichende Meinung vertrat, kam es zwischen ihm und der Parteileitung bis 1949 zu heftigen Auseinandersetzungen. Nach seinem Rücktritt als Minister wurde Hoegner 1947 Senatspräsident am Oberlandesgericht München. 1948 bis 1950 war er Generalstaatsanwalt am Bayerischen Obersten Landesgericht.
Hoegner war ab Dezember 1946 Landtagsabgeordneter und blieb es bis zum 22. November 1970. Sein Stimmkreis war anfangs der Stimmkreis Burghausen-Altötting, dann Stimmkreis München XI-West.
Zusammen mit Waldemar von Knoeringen baute er ab 1948 die Georg-von-Vollmar-Schule (ab 1968: Georg-von-Vollmar-Akademie) auf, deren Ziel es ist, durch politische Bildung und Schulung die Menschen dazu zu befähigen, sich aktiv für die soziale Demokratie einzusetzen, um so dem nationalsozialistischen Gedankengut entgegenzuwirken.

### Bayerischer Innenminister
Bei der Landtagswahl 1950 errang die SPD mit 28 Prozent knapp den höchsten Stimmenanteil, zog aber dennoch nur als zweitstärkste Partei in den Landtag ein. Hoegner trat als Innenminister und stellvertretender Ministerpräsident in das aus CSU und SPD gebildete dritte Kabinett Hans Ehard ein.

### Zweite Regierung Hoegner
Bei den Landtagswahlen vom 28. November 1954 konnte die SPD leicht zulegen, wurde aber von der CSU überholt, die sich um 10,6 Prozentpunkte auf 38,0 Prozent steigern konnte. Da eine Fortsetzung der bisherigen großen Koalition an der Haltung der CSU scheiterte, bildete die SPD zusammen mit der Bayernpartei, dem BHE und der FDP eine Viererkoalition mit Hoegner als Ministerpräsidenten. Die CSU stellte die einzige Oppositionspartei dar.
Hoegners Regierung versuchte unter anderem die Volksschullehrerausbildung zu reformieren. Am 31. Januar 1956 stellte er vor dem Bayerischen Landtag sein „Pfalz-Manifest“ vor, das der Pfalz im Falle der Rückkehr zu Bayern weitgehende Zusagen machte, doch das entsprechende Volksbegehren vom April 1956 erreichte nicht das notwendige Quorum. In seine Amtszeit fiel jedoch 1956 die Eingliederung des bis dahin selbständigen Landkreises Lindau in den Freistaat Bayern. 
Nach der Bundestagswahl 1957 mit dem triumphalen Sieg der Unionsparteien und einem Stimmenanteil von 57,2 Prozent für die CSU in Bayern zerbrach seine Viererkoalition. Von der CSU ermuntert, trat am 7. Oktober der BHE aus der Koalition aus. Noch am selben Tag erklärten um 21 Uhr auch die Minister und Staatssekretäre der Bayernpartei ihren Rücktritt, und Hoegner musste sein Amt am 8. Oktober abgeben. Hanns Seidel von der CSU wurde sein Nachfolger.

### Nach dem Rücktritt

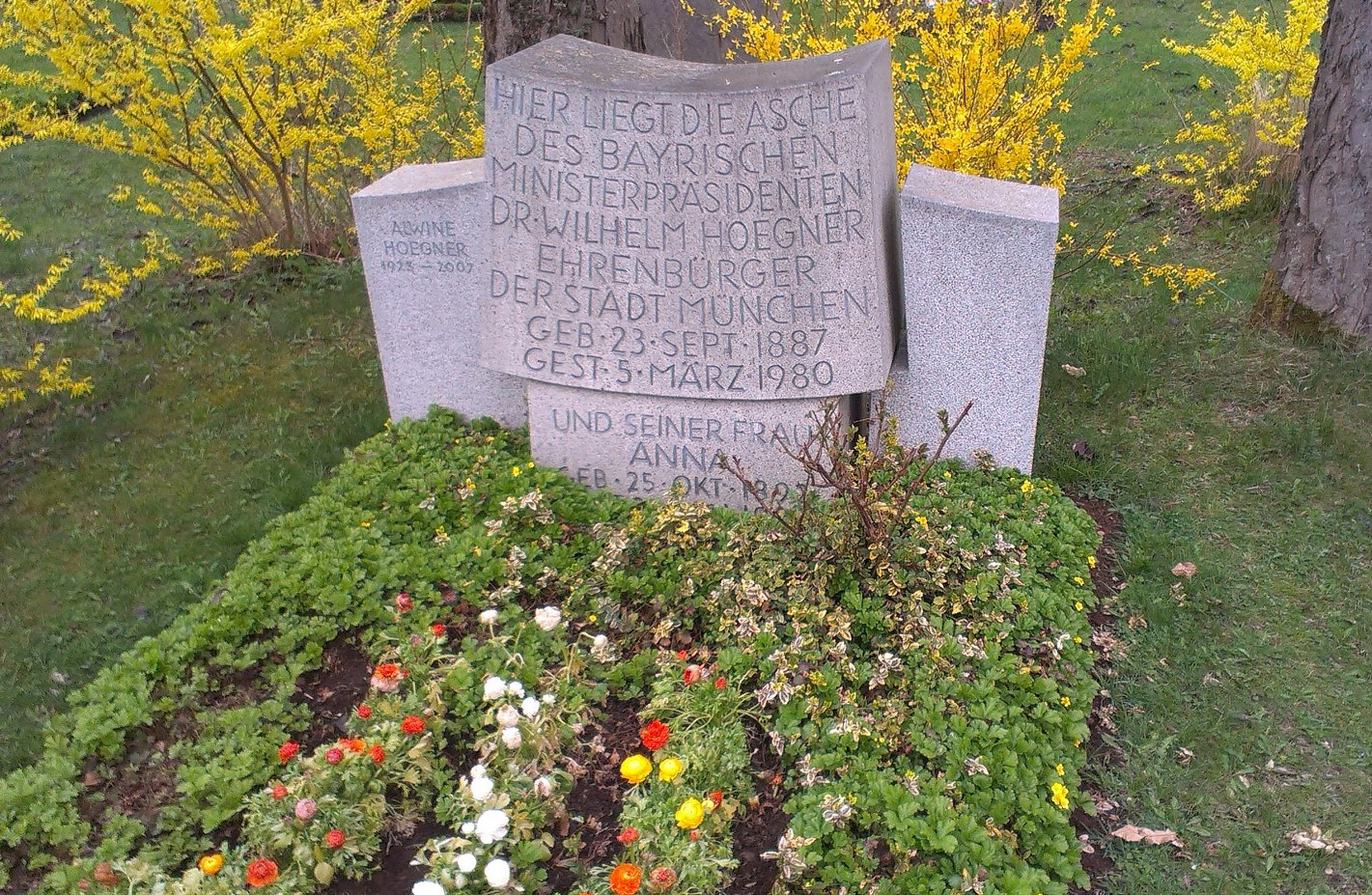
Grabstätte

Hoegner führte von 1958 bis 1962 die Landtagsfraktion der SPD und war anschließend bis zu seinem Ausscheiden aus dem Landtag 1970 stellvertretender Präsident des Bayerischen Landtags. Im September 1961 wurde Wilhelm Hoegner in den Deutschen Bundestag gewählt. Er verzichtete aber schon Ende des Jahres auf sein Mandat; Nachrücker war Georg Kahn-Ackermann. 1971 wurde Hoegner Ehrenvorsitzender der bayerischen SPD.
Hoegner starb am 5. März 1980 in München. Er wurde auf dem Friedhof am Perlacher Forst im Grab Nr. 7-A-56 beigesetzt.

## Ehrungen (Auszug)
- 1953:  Großkreuz der Bundesrepublik Deutschland
- 1956:  Großkreuz des Verdienstordens der Italienischen Republik
- 1957:  Großes Silbernes Ehrenzeichen am Bande für Verdienste um die Republik Österreich[7]
- 1961: Bayerische Verfassungsmedaille in Gold[1]
- 1974: Europäischer Karlspreis der Sudetendeutschen Landsmannschaft
- 1981: Wilhelm-Hoegner-Straße in München-Neuperlach[8] und im Regensburger Stadtteil Königswiesen-Süd.[9]
- 1987: Anlässlich seines 100. Geburtstages wurde von der Landtagsfraktion der bayerischen SPD der Wilhelm-Hoegner-Preis gestiftet.
- Hoegner ist außerdem Ehrenbürger der Stadt München, der Stadt Burghausen und der Stadt Vohburg an der Donau.

## Veröffentlichungen
- Der Volksbetrug der Nationalsozialisten. Rede des Abgeordneten Dr. W. Hoegner im Reichstag am 18. Oktober 1930. J. H. W. Dietz, Berlin 1930. (2. Aufl. 1931)
- Die Frau im Dritten Reich. J. H. W. Dietz, Berlin 1931.
- Der Faschismus und die Intellektuellen. Untergang des deutschen Geistes. Verlagsanstalt Graphia, Karlsbad 1934 unter dem Pseudonym „Landgerichtsdirektor“
- Wodans Wiederkunft. Lustiger Reisebericht aus einer traurigen Zeit (Roman, 1936) unter dem Pseudonym „Urs Liechti“
- Politik und Moral (1937)
- Die verratene Republik. Geschichte der deutschen Gegenrevolution (1958)
- Der schwierige Außenseiter. Erinnerungen eines Abgeordneten, Emigranten und Ministerpräsidenten (1959)
- Flucht vor Hitler. Erinnerungen an die Kapitulation der ersten deutschen Republik 1933 (1977)